# 1922 au Maroc
Chronologie du Maroc
- 1918
- 1919
- 1920
- 1921
- 1922
- 1923
- 1924
- 1925
- 1926

Cet article présente les faits marquants de l'année 1922 au Maroc ou relatifs au Maroc.

## Événements
- L’aviation espagnole déclencha dès le début de l’année 1922, une vaste campagne de bombardement aérien sur le Rif, en visant particulièrement les territoires des confédérations Temsamane, Aït Touzine et Aït Ouriaghel. Ce bombardement aérien causa d’importantes pertes parmi la population rifaine, semant la terreur parmi les civils[1],[2].
- Effectifs militaires français au Maroc : 88 103 [3].